# 유순 (소후)
유순(劉順, ? ~ ?)은 전한 중기의 제후로, 대공왕의 아들이다.

## 행적
원삭 3년(기원전 126년), 소후(邵侯)에 봉해졌다.
천한 원년(기원전 100년), 종 열여섯 명을 죽이고는 흉노 기병을 잡았다고 속인 죄로 작위가 박탈되었다.

## 출전
반고, 《한서》 권15상 왕자후표 上
| 선대 (첫 봉건) | 전한의 소후 기원전 126년 정월 임술일 ~ 기원전 100년 | 후대 (봉국 폐지) |